# Cyclocross-Weltmeisterschaften 1986
Die Cyclocross-Weltmeisterschaften 1986 wurden am 25. und 26. Januar in Lembeek, einem Ortsteil der belgischen Stadt Halle, ausgetragen. Der Parcours mit seinem hohen Laufanteil war sehr umstritten. Tagelang zuvor hatten Regenfälle den Boden aufgeweicht, dazu hatte einer der Grundbesitzer, ein Bauer, wenige Tage zuvor sein Feld gepflügt. Titelverteidiger Klaus-Peter Thaler befand den Parcours für WM-unwürdig und reiste wieder ab. Sieger im Profi-Rennen wurde letzten Endes Albert Zweifel, der nach siebenjähriger Unterbrechung seinen fünften Titel holte.

## Ergebnisse

### Profis
| Platz | Land        | Sportler           |
| ----- | ----------- | ------------------ |
| 1     | Schweiz     | Albert Zweifel     |
| 2     | Schweiz     | Pascal Richard     |
| 3     | Niederlande | Hennie Stamsnijder |

### Amateure
| Platz | Land    | Sportler      |
| ----- | ------- | ------------- |
| 1     | Italien | Vito Di Tano  |
| 2     | Belgien | Ivan Messelis |
| 3     | Belgien | Ludo De Rey   |

### Junioren
| Platz | Land           | Sportler        |
| ----- | -------------- | --------------- |
| 1     | Großbritannien | Stuart Marshall |
| 2     | Schweiz        | Beat Brechbühl  |
| 3     | Niederlande    | Wim de Vos      |